# Starting Over (infixの曲)
『Starting Over』（スターティング・オーバー）は、1995年7月10日に発売されたINFIXの9枚目のシングル。

## 内容
1枚目のベスト・アルバム「INFINITY 〜INFIX Special Self Selection〜」先行シングルとなった本作はytv制作・日本テレビ系「どんまい!! VARIETYSHOW&SPORTS」エンディング・テーマ。

## 収録曲
全曲 作曲：佐藤晃　編曲：infix
1. Starting Over
作詞：長友仍世
2. 涙のハーバーライト
作詞：佐藤晃
3. Starting Over（オリジナル・カラオケ）